# Histura
Histura is een geslacht van vlinders van de familie bladrollers (Tortricidae), uit de onderfamilie Tortricinae.

## Soorten
- H. bicornigera Razowski, 1984
- H. boliviana Razowski, 1984
- H. cuprata (Meyrick, 1917)
- H. chlorotypa Razowski, 1981
- H. doriae Razowski, 1981
- H. hirsuta (Walsingham, 1914)
- H. limosa (Meyrick, 1912)
- H. xanthotypa Razowski, 1981